# Vasse (Nederland)
Vasse is een dorp in de Twentse gemeente Tubbergen in de Nederlandse provincie Overijssel. Vasse telt circa 1.000 inwoners. De bewoners van Vasse zijn van overwegend rooms-katholieke signatuur.
Door de ligging in het Twentse essenlandschap afgewisseld door houtwallen, bos en heide, is Vasse een vertrekpunt voor wandel- en fietstochten. De omliggende natuurgebieden zoals het dal van de Mosbeek, het Streu en het Springendal zijn geschikt voor deze tochten. Verder is er watermolen de Mast, gelegen aan de doorgaande weg richting Ootmarsum. Ook de watermolens van Bels in Mander en Frans in Hezingen kunnen bezocht worden.

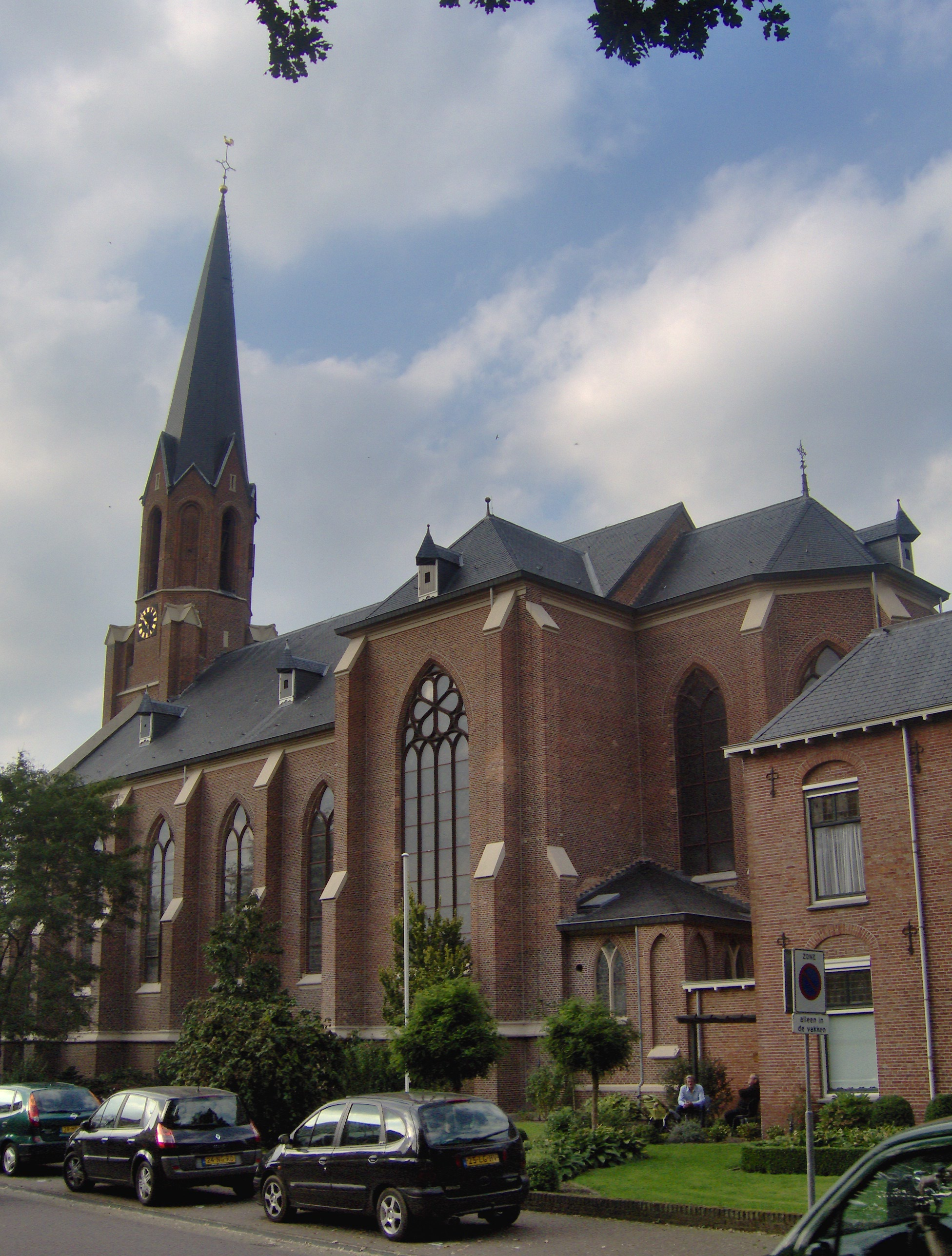
De rooms-katholieke parochiekerk H. Joseph te Vasse

Vasse ligt in een van de oudste bewoonde gebieden van Nederland, de diverse grafvelden in het naburige Mander en het Lädderke (richting Reutum) zijn de stille getuigen hiervan. Het bekendste grafheuvelveld is het Vasser Grafveld, dat bestaat uit 20 grafheuvels die in ouderdom variëren tussen de 4000 en 2500 jaar v.Chr. Tijdens opgravingen in de twintigste eeuw zijn opmerkelijke vondsten gedaan, zoals "de man van Mander". Deze vondsten zijn te vinden in het museum Twentse Welle te Enschede.
De R.K. Sint Josephkerk is ontworpen door architect J.G.J. van Roosmalen.
In Vasse zijn zoals in veel van oudsher rooms-katholieke dorpen relatief veel horecagelegenheden aanwezig. De bekendste hiervan was Tante Sien die echter in de periode van de coronapandemie waarin de horeca gesloten moest blijven, failliet is gegaan (2021) en sindsdien gesloten is.  
Vasse kent nog steeds een kleine middenstand. Er zijn een supermarkt, een bakker, een ijssalon en een kapper in het dorp te vinden. Aan de weg naar Hezingen, onder aan de Tutenberg, bij Restaurant de Liskoel was een tichelwerk van de Lipper steenbakker Deppe (in Veldovenbrand); de steenbakkerij is gemoderniseerd en thans te vinden in het naburige Duitse Lemke bij Uelsen. In Vasse vindt ook het laatste onderdeel plaats van de Paasgebruiken van Ootmarsum: op tweede Pinksterdag gaan de acht Ootmarsumse poaskearls (paaskerels) 's ochtends in alle vroegte op de fiets naar de H. Mis in de kerk van Vasse, als afsluiting van hun activiteiten.
Op circa anderhalve kilometer ten zuiden van Vasse bevinden zich de zogenaamde teerputten, met een gezamenlijke oppervlakte van circa 24.000 m2. Hier werd tot de jaren zeventig van de twintigste eeuw zuurteer en ander chemisch afval gestort in een voormalige zandafgraving. Er lijkt een oplossing te komen voor de sanering van de teerputten.
Vasse kent ook een mountainbikeroute. Deze route met een lengte van 49,9 kilometer komt langs de meest bijzondere plekken in het heuvelachtige landschap in- en rondom Vasse, Manderveen, Mander, Hezingen, Nutter & Ootmarsum en doorkruist natuurgebieden zoals het dal van de Mosbeek, het Streu en het Springendal. Deze route maakt deel uit van het Mountainbikenetwerk Twente en wordt aangegeven met routebordjes.

## Gemeenschapsleven
- Vasse heeft een eigen carnavalsvereniging, CV de Spekscheeters. Verder luisteren diverse dweilorkesten zoals de Spekhest'n, en Tiedt Zat het carnaval in Vasse en omgeving op.
- St. Cecilia, de muziekvereniging, fanfare en slagwerkgroep
- SV Vasse, de voet- en handbal vereniging
- Esch Stars, de volleybalvereniging
- De Kameleongroep, de scoutinggroep
- In Vasse wordt jaarlijks in de herfst door de gezamenlijke horeca de Herfst-tintentocht georganiseerd. Speciaal hiervoor worden wandel-, fiets- en autoroutes uitgezet.

## Woonachtig (geweest)
- Rob Groener, voetbaltrainer en spelersmakelaar
- Sien Wermelink (Tante Sien)